# 305 mm/40 Model 1893-96
305 mm/40 Model 1893-96 — 305-миллиметровое корабельное артиллерийское орудие, разработанное и производившееся в Франции. Состояло на вооружении ВМС Франции. Им были вооружены эскадренные броненосцы типа «Шарлемань», а также броненосцы «Иена» и «Сюффрен». Орудие стало развитием пушки 305 mm/45 Model 1893. В дальнейшим французы разработали на её базе артсистему 305 mm/40 Model 1893-96M.
В годы Первой мировой войны орудия этого типа использовались также на сухопутном фронте, будучи смонтированными на железнодорожных установках.